# Khyberpas

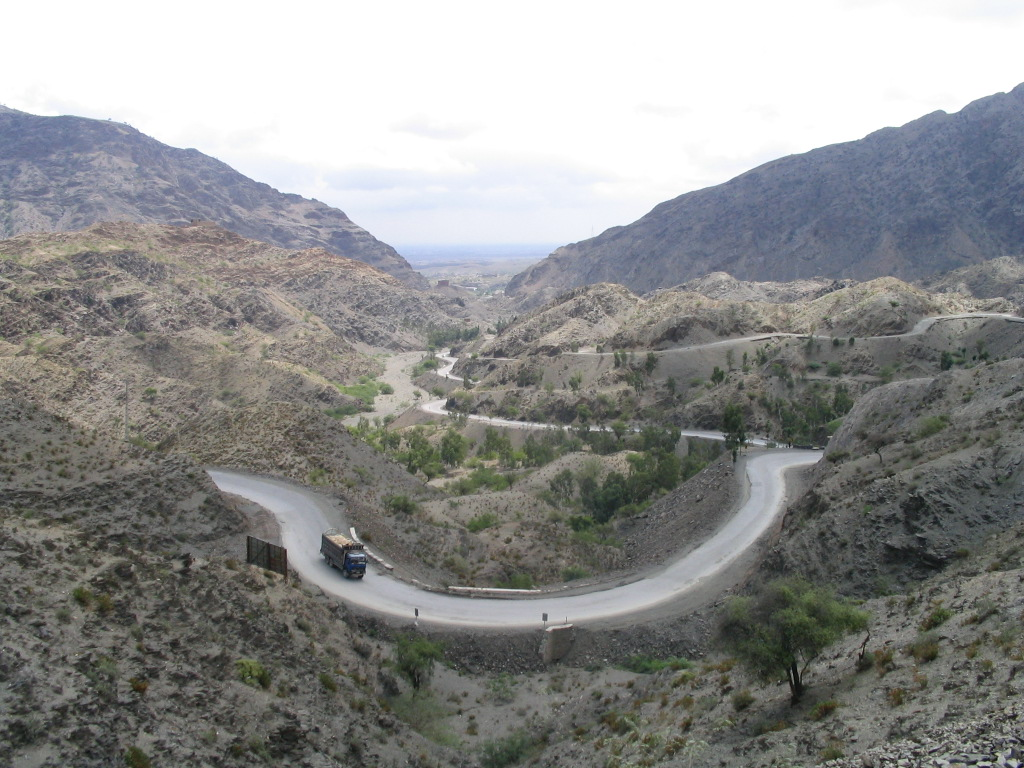
De Khyberpas in Pakistan

De Khyberpas (Urdu: درہ خیبر) (hoogste punt 1070 meter) is de belangrijkste bergpas die Pakistan en Afghanistan met elkaar verbindt. De pas is door de eeuwen heen een belangrijke handelsroute tussen Centraal-Azië en Zuid-Azië geweest, evenals een strategische militaire locatie. De top van de pas ligt bij Landi Kotal in Pakistan, vijf kilometer van de grens tussen beide landen. De bergpas doorsnijdt de bergen van Safed Koh, een zuidelijke uitloper van het Hindoekoesj gebergte.
De Aziatische weg 1, een AH-weg die loopt van Japan naar Turkije, gaat over de Khyberpas de grens tussen Pakistan en Afghanistan over.

## Geografie
Gerekend vanaf het oostelijke punt bij Jamrud in Pakistan (15 kilometer ten westen van Pesjawar) loopt de bergpas naar het noordwesten, en eindigt 48 kilometer verderop bij Torkham in Afghanistan. De route voert langs Fort Maude en Ali Masjid naar het smalste punt, vijftien meter breed. De top ligt bij Landi Kotal, gevolgd door een steile afdaling naar Michni Kandao, Landi Khana en de grens tussen Pakistan en Afghanistan. Na de grens neemt het dalingspercentage af, en bij Haft Chah gaat de route over in de Dakka hoogvlakte. Vanaf deze hoogvlakte ging Alexander de Grote in 326 voor Christus naar Zuid-Azië. Hij maakte echter gebruik van de minder toegankelijke Loe Shilman vallei.
Jamrud ligt op 491 meter hoogte, terwijl de top bij Landi Kotal op 1070 meter hoogte ligt. De huidige weg werd in 1879 gebouwd door de Britse machthebbers in Brits-Indië. De spoorlijn van Jamrud naar Landi Khana werd in 1925 voltooid.

## Geschiedenis

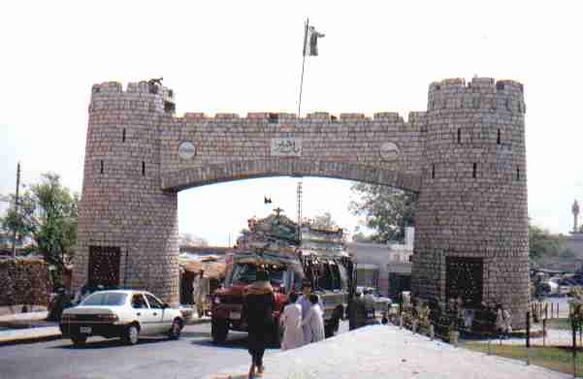
De Khyberpas bij Pesjawar in Pakistan.

Volgens een aantal versies van de Arische invasietheorie trokken de Indo-Ariërs via de Khyberpas naar India. De eerste vastgelegde invasie van het Indische schiereiland via de Khyberpas stond onder leiding van Alexander de Grote. Ook moslimlegers vielen het schiereiland in de vroege Middeleeuwen binnen via deze bergpas. Uiteindelijk culmineerde dit in de stichting van het Mogolrijk in 1526.
Tijdens de Great Game, de negentiende-eeuwse periode van strategische conflicten tussen het Britse en het Russische Rijk vielen de Britten vanuit India, Afghanistan binnen via de Khyberpas. De conflicten leidden tot drie oorlogen: de Eerste Anglo-Afghaanse Oorlog (1839-1842), de Tweede Anglo-Afghaanse Oorlog (1878-1880) en de Derde Anglo-Afghaanse Oorlog (1919).
Rond de Khyberpas wonen de leden van de Pathaanse Afridi-stam. Ten noorden wonen de Mullagori Afridi's, ten zuiden de Tirah Afridi's. De Pathanen, met name de Afridi's en de Shinwari's in Afghanistan, hebben de Khyberpas door de jaren heen als hun grondgebied beschouwd. De belangrijkste bron van inkomsten voor deze stammen was het heffen van tol, in ruil voor een veilige doortocht.
Volgens George Molesworth, adjudant in het Britse leger tijdens de Derde Anglo-Afghaanse oorlog, was "elke steen in de Khyberpas in bloed gedrenkt." Rudyard Kipling noemde de bergpas "een zwaard dat door de bergen snijdt."
Rond de jaren 60 van de twintigste eeuw deden veel hippies de Khyberpas aan op hun reizen door Afghanistan naar India.
In de eenentwintigste eeuw is de Khyberpas nog steeds van groot strategisch belang, getuige de vele slachtoffers die in dit gebied vallen in de strijd tegen militanten. De pas ligt op de bevoorradingsroute van de in Afghanistan gelegerde Westerse troepen.